# Castillo de Herrera de Alcántara

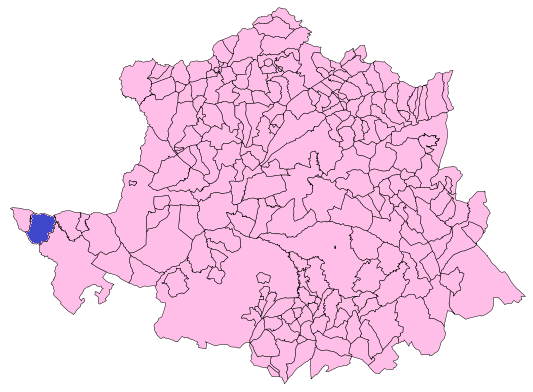
Localización de Herrera de Alcántara en la provincia de Cáceres.

El Castillo de Herrera de Alcántara, también llamado, era una fortificación que data del siglo XIV y que se encontraba próximo a la localidad de Herrera de Alcántara, en el término municipal de Herrera de Alcántara, municipio  español situado a unos 120 km de Cáceres, capital de la provincia del mismo nombre, en la Comunidad Autónoma de Extremadura al oeste de la provincia. Está situado al sur del río Tajo y hace frontera con Portugal y mediante una cuña que parece adentrarse en este país, es el lugar más occidental de Cáceres, de ahí su gran importancia estratégica.

## Historia
La población de Herrera de Alcántara fue  cabeza de la Encomienda de la Orden de Alcántara ya que al ser zona fronteriza con Portugal tenía una gran importancia estratégica. Torres Tapia, cronista de la Orden de Alcántara, fue Juan del Maestre de esta orden quien mandó edificar esta fortaleza en el año 1453. En la segunda mitad del siglo XVII estaba bajo el dominio del ejército portugués que realizó algunas obras defensivas según los planos de Manneson Mallet que llegó a permanecer cerca de un mes para dirigirlas pero por razones estratégicas Portugal, su ejército lo abandonó en el año 1667 después de realizar la voladura de todo el castillo que desapareció totalmente sin que quede ningún resto en la actualidad.

## El castillo
Si bien el castillo ha desaparecido, se conoce su tipología mediante las descripciones hechas en el siglo XVI y depositadas en el Archivo Histórico Nacional. La planta del recinto era cuadrangular con un gran patio interior al que daban todas las dependencias interiores. Las esquinas del recinto disponían de cubos defensivos,  baluartes y una barbacana que rodeaba todo el perímetro. La importancia que tuvo esta fortaleza se desprende del gran número de obras llevadas a cabo en ella así como de las enormes cantidades empleadas. La cifra más importante fue la empleada en el trabajo proyectado y realizado por el maestro mayor Pedro de Ybarra ya que el presupuesto para la reparación de las murallas arruinadas era de un millón de maravedís. Más adelante se llevaron a cabo otra serie de obras menores pero al poco tiempo se acometió una enorme obra de fortificación y ampliación para mejorar la totalidad de las defensas como baluartes, cubos, lienzos de murallas, etc. El proyecto era del arquitecto madrileño Manuel Álvarez Barvosa y la ejecución corrió a cargo del arquitecto mayor de la orden Pedro de Ybarra, que también ejerció en este caso como contratista. El importe total de las obras ascendieron a 1 740 000 maravedís.

## Etapa final
La fortificación estaba en manos del ejército portugués en la segunda mitad del siglo XVII y en esa época se añadieron al castillo  revellines, fosos,  baluartes, etc. de acuerdo con la arquitectura militar de la época. Los planos los llevó a cabo Nicolau de Langres que fueron posteriormente reformados por Manneson Mallet. Estos planos se publicaron en el libro «Nicolau de Langres e a sua obra en Portugal» cuyo autor fue Gaston de Mello de Mattos en el año 1941. Al final del siglo XVII se paralizaron las obras y el ejército portugués procedió a la voladura total del castillo antes de abandonarlo, alrededor del año 1667.